# 馬日利斯
馬日利斯（羅馬化：Mäjilis，發音：[mæʑɪlɪs]），或译马吉利斯，即哈薩克斯坦議會兩院制中的议会下院。议会上院是哈萨克斯坦参议院。马日利斯共有98个议席。议会议员任期五年。

## 成立前
哈薩克斯坦獨立後，仍沿用社會主義時期的最高蘇維埃為行政立法機關，1993年12月8日通過《地方蘇維埃和地方代表架構選舉法》，決定於1994年舉行新一屆最高蘇維埃選舉，是次為哈薩克斯坦第十三屆最高蘇維埃選舉，於1994年3月7日舉行，135名選席由單一選區制產生，42名由哈薩克總統努爾蘇丹·納扎爾巴耶夫任命，1994年4月9日第十三屆最高蘇維埃正式就職，但最高蘇維埃和總統的合作並不順利，因此，納扎爾巴耶夫6月30日宣布第二部憲法，憲法包括將議會實行兩院制，分別是參議院和馬日利斯，參議院代表地方利益，馬日利斯代表人民利益。經過全民公投後，同年9月6日，總統正式簽署新憲法，政府隨即預備新議會選舉。

## 第一屆議會
第一屆議會分別於1995年12月9日舉行第一輪和1996年2月4日舉行第二輪馬日利斯選舉，共選舉67名議員。其中58位男性，9位女性，11名來自人民統一黨，5名來自社會黨。第一屆馬日利斯共審議了664部法律，通過了558部法律，最後能經過總統簽署的則有497部。

## 第二屆議會
1998年9月30日，納扎爾巴耶夫總統向議會發表題為《關於國內形勢和國內外政策基本方針：新世紀的社會民主化與經濟政治改革》的國情咨文，提出修改憲法，兩院88名議員宣讀了致總統呼籲書，其後議會通過昰次憲法修正案。結果馬日利斯議員的任期由由4年改為5年，議席亦由67人增加至77人，67席沿用單一選區制，新增的10席以政黨比例制產生，按政黨的得票比例分配議會名額。第二次馬日利斯選舉於1999年10月10日舉行，共有547名候選人爭奪67個單一選區制席位，另外有10個政黨共提名70名候選人競逐10個政黨比例制席位。結果只有4個政黨贏得7%以上選票，祖國黨得票率為30.89%，獲得4席；哈萨克斯坦共产党得票率為17.75%，獲得2席；農業黨得票率為12.63%，獲得2席；公民黨得票率為11.23%，獲得2席）。第二屆獲得利斯共審議了827件議案，通過並提交參議院審議622部法律，最終由總統簽署生效的有604部。

## 第三屆議會
第三屆議會於2004年9月14日舉行，共選舉77名議員，其中67名按照單一選區制產生，10名按照政黨比例制產生。是次共有12個政黨爭奪政黨比例制議席。結果祖國黨得票率為60.61%，獲得7 席；光明道路黨得票率為12.04%，獲得1席；阿薩爾黨得票率11.38%，獲得1席；農業黨和公民黨組成的「工農業勞動者聯盟」得票率為7.07%，獲得1席。第三屆馬日利斯共審議提案346宗，共有321宗法律經總統簽署後生效。

## 第四屆議會
2007年5月16日，總統納扎爾巴耶夫在議會上下兩院聯席會議上作出《哈薩克斯坦民主化的新階段——加速發展自由和民主社會》的發言，要求修改憲法。同年5月16日和21日，哈薩克斯坦議會經過兩次審議，通過了納扎爾巴耶夫總統提交的憲法修改和補充法案，馬日利斯由77人增加到107人，其中98人按政黨比例代表制選舉產生，另有9人由哈薩克斯坦人民大會選舉產生。2007年5月22日，納扎爾巴耶夫總統宣布解散馬日利斯，以儘快實行新憲法。2007年8月18日舉行第三屆馬日利斯選舉，是次選舉共有7個政黨參加。結果只有「祖國之光」人民民主黨跨過7%門檻，得票率為88.41%，獨得98個政黨比例代表制議席。在全部當選的107 名議員中，有哈薩克族82人，俄羅斯族17人，日耳曼族2人，白俄羅斯族、朝鮮民族、烏克蘭族、維吾爾族和巴爾卡爾族的代表各1人。

## 第五屆議會
由於第四屆議會一黨獨大，於是2009年2月9日通過《選舉法修正案》，規定議會中至少有兩個政黨。2011年11月16日，納扎爾巴耶夫簽署總統令，決定解散第四屆議會。第五屆馬日利斯選舉於2012年1月15日進行，「祖國之光」人民民主黨仍然取得大多數議席贏得83席，其次是光明道路民主黨獲得8個席位和哈薩克斯坦共產主義人民黨獲得7個席位。

## 第六屆議會
第六屆馬日利斯選舉於2016年3月20日舉行。「祖國之光」人民民主黨取得大多數議席贏得84席，其次是光明道路民主黨獲得7個席位，哈薩克斯坦共產主義人民黨獲得7個席位，9名議員是從哈薩克斯坦人民議會中選出的。

## 第七屆議會
2021年哈薩克斯坦議會選舉第七屆議會於2021年1月10日進行，選出新一屆馬日利斯其中98名議員。另外9名議員由人民大會於2021年1月11日投票選出。「祖國之光」人民民主黨取得大多數議席贏得76席，其次是光明道路民主黨獲得12個席位和哈薩克斯坦人民黨獲得10個席位。

## 第八屆議會
2023年哈薩克斯坦議會選舉产生第八屆議會，任期於2023年3月19日开始。2022年哈萨克斯坦宪法公投后通过了一系列法律和修正案，旨在改革哈萨克斯坦的政治制度，赋予下议院更多的议会权力；议会的席位数量从107个减少到98个，取消了之前保留给哈萨克斯坦人民议会的九个席位配额。第八届马日利斯首次采用了党派比例制与单一选区多数制相结合的“混合选举”模式。马日利斯98个议席中，69个议席根据参选党派提名名单予以分配。本次选举中，参选的7个政治党派中，有6个党派获得的选票数量超过了进入议会的门槛限制（5%）。而剩下的29个议席，则由在全国29个单一选区中得票最多的29名自我提名候选人担任。